# Saint-estèphe (AOC)
Pour les articles homonymes, voir Saint-Estèphe.
Le saint-estèphe est un vin rouge français d'appellation d'origine contrôlée produit sur la commune de Saint-Estèphe dans le Médoc, une des subdivisions du vignoble de Bordeaux.
Située au nord de l'appellation pauillac, enclavée dans celle produisant le haut-médoc, c'est la plus septentrionale des appellations communales du vignoble du Médoc. En 2000-2010, ce vignoble avait une superficie de 1 230 ha et produit en moyenne 54 200 hl, soit un rendement moyen de 44 hl/ha.

## Historique
Appartenant au vignoble du Médoc, l'appellation partage son histoire avec ses voisines. Le défrichement et la mise en valeur du Médoc ne datent que des XVIe et XVIIe siècles. Les vins de cette région se font progressivement connaitre et leur renommée franchit les frontières.
L'appellation saint-estèphe est reconnue officiellement par le décret du 14 novembre 1936. Le cahier des charges a été modifié dernièrement en 2009, en octobre 2011 et en novembre 2021.

## Vignoble

Carte des vignobles du Médoc (au nord) et des Graves (au sud) de part et d'autre de l'agglomération bordelaise, montrant les différentes aires d'appellation. Celle du saint-estèphe est en jaune.

### Aire géographique
L'appellation ne concerne que des vins produits dans une aire délimitée circonscrite à la seule commune de Saint-Estèphe.

### Géologie et orographie
Les sols de graves, communs à toutes les AOC communales du vignoble du Médoc, comprennent ici une proportion légèrement plus forte d'argile,,.

### Climatologie
L'appellation bénéficie d'un climat proche de celui relevé à la station météorologique de Bordeaux-Mérignac. Le microclimat local est toutefois adouci par la proximité de la Gironde, le plus vaste estuaire d'Europe, dont l'influence assure une modération des excès de température.

### Encépagement

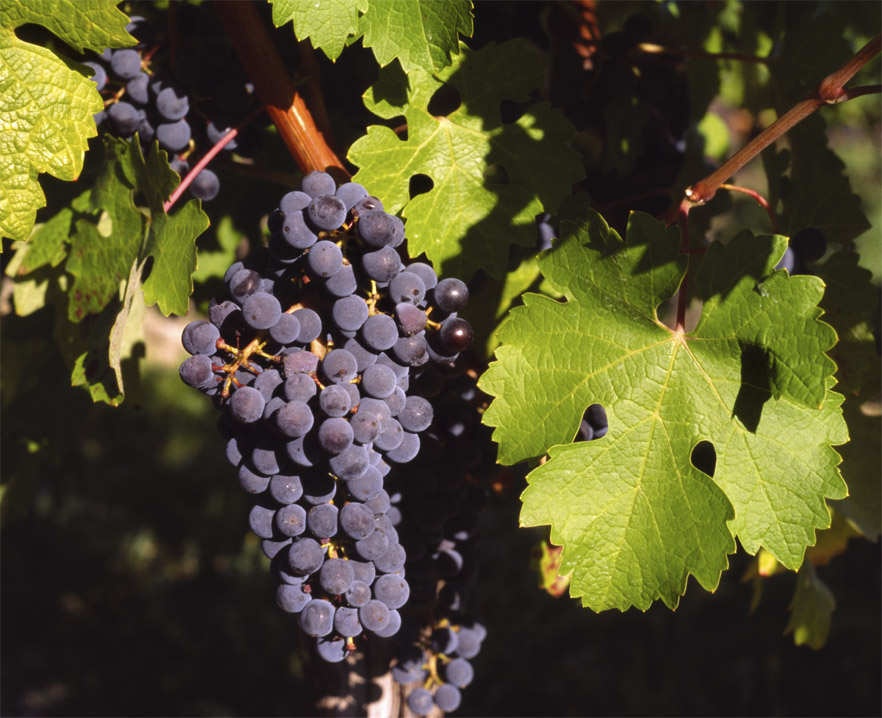
Grappes mûres de cabernet sauvignon N.

Les cépages recommandés pour l'appellation sont le cabernet sauvignon N, le cabernet franc N, le merlot N, la carménère, le côt N et le petit verdot N.
Le cahier des charges ne fixe pas de proportions, mais traditionnellement l'assemblage est largement dominé par le cabernet sauvignon. La proportion des six cépages donne à chaque domaine une personnalité qui lui est propre. Si certains châteaux, à l'instar de Haut-Marbuzet, ont augmenté significativement la proportion des merlots afin de produire des vins aptes à être bus plus jeunes, d'autres continuent à cultiver une majorité de cabernet sauvignon, tels les châteaux Montrose, Cos d'Estournel, Lilian Ladouys ou Meyney avec plus de 60 %.

### Pratiques culturales
La densité de plantation doit être d'au moins 7 000 pieds par hectare. L'écartement entre rangs ne peut être supérieur à 1,5 m et l'écartement entre ceps dans le rang ne peut être inférieur à 0,8 mètre. La taille de la vigne est effectuée tous les ans avant le stade des premières feuilles étalées. Elle vise à maintenir au maximum 12 yeux francs par cep (un œil est un bourgeon qui donnera un rameau porteur de grappe). Les modes de taille autorisés sont la taille dite « médocaine » (nom local de la taille Guyot) à astes (baguette) ou à astes et à cots (courson) et la taille dite « à cots », reprenant les tailles traditionnellement appelées en cordon de Royat ou en éventail.
La hauteur du feuillage doit être d'au moins 0,6 fois l'écartement entre rangs pour les vignes plantées avec un écartement en dessous de 1,4 mètre. Et cette hauteur est amenée à 0,7 fois l'écartement entre rangs pour les vignes dont l'écartement est compris entre 1,4 et 1,5 mètre. Cette règle vise à obtenir un feuillage suffisant pour assurer une bonne maturité du raisin.

### Récolte
Par décret, le rendement à la parcelle est limité à 9 500 kg/ha, ce qui correspond à 14 grappes par cep pour le cépage petit verdot et 12 grappes par ceps pour les autres cépages. Cette quantité ne doit donner en fin de vinification un rendement de plus de 57 hectolitres par hectare. Le mode de récolte n'est pas imposé par le cahier des charges de l'appellation. Dans les faits, de nombreux domaines utilisent la machine à vendanger alors que certains domaines prestigieux vendangent manuellement (comme aux châteaux Lilian Ladouys et Meyney). Cet usage est justifié par le fait de pouvoir y adjoindre un tri à la récolte, voire un second à l'arrivée au chai sur une table de tri.
Le rendement est limité par le cahier des charges à un maximum de 57 hectolitres par hectare, avec la possibilité de monter jusqu'au rendement butoir de 63 hl/ha (soit les mêmes limites que pour produire le listrac-médoc, le moulis, le margaux, le saint-julien et le pauillac).
Les rendements moyens déclarés ont été, pour l'ensemble de l'appellation :
| Année | Superficie (ha) | Production (hl) | Rendement (hl/ha) |
| ----- | --------------- | --------------- | ----------------- |
| 2017  | 1 238           | 62 711          | 50                |
| 2018  | 1 222           | 55 351          | 45                |
| 2019  | 1 215           | 61 456          | 50                |
| 2020  | 1 212           | 50 384          | 42                |
| 2021  | 1 189           | 48 864          | 41                |
| 2022  | 1 176           | 37 192          | 32                |
| 2023  | 1 166           | 63 582          | 55                |
| 2024  | 1 141           | 39 003          | 34                |

## Vins
Le vignoble stéphanois occupe 1 230 hectares et a produit 54 200 hectolitres de vin (un hectolitre = 100 litres = 133 bouteilles de 75 cl) en 2008. Ce volume donne en moyenne 8,7 millions de bouteilles par an. Le vin est produit chez 136 producteurs : 80 coopérateurs et 56 domaines particuliers.

### Vinification
À son arrivée au chai, le raisin peut subir un éraflage et un foulage avant d'être mis en cuve,, inox ou béton. La macération entre pellicule et moût de raisin commence. La fermentation alcoolique s'effectue avec des levures du commerce sélectionnées ou avec celles naturellement présentes dans la pruine du raisin. Au cours de la fermentation, les chais équipés de la thermorégulation des cuves pilotent la fermentation en empêchant la température de s'élever, puis en réchauffant la vendange en toute fin de fermentation. Cette opération vise à maintenir un milieu favorable aux levures pour qu'elles transforment bien le sucre en alcool, mais aussi pour favoriser une bonne extraction de la couleur (anthocyanes) et des tanins). La macération est longue, entre deux et quatre semaines selon les domaines et l'année.
Après écoulage du vin, le marc de raisin est pressé. Le vin de presse est dégusté. Cette analyse sensorielle détermine en fonction du cépage et du millésime, si sa qualité lui permet ou non d'être incorporé dans le vin final. Le vin est ensuite conservé en cuve (parfois en barrique) à une température comprise entre 20 et 25 °C pour effectuer la fermentation malolactique.
À ce stade, la qualité de toutes les cuves est appréciée individuellement avant d'être assemblées à l'éprouvette en petit volume pour tester les assemblages futurs qui détermineront le caractère des vins produits par chaque domaine en fonction du style du millésime. Cette opération menée par le vinificateur et un œnologue est déterminante.
Les lots assemblés sont ensuite élevés en cuve pour les cuvées les plus souples ou en barriques pour les plus structurées. L'élevage consiste en un stockage prolongé en cave à température maîtrisée, au calme, juste troublé par un soutirage tous les trois mois. L'élevage en barrique peut durer de six à dix-huit mois.

### Critères analytiques
Le titre alcoométrique minimum est de 11 % de volume. Lorsqu'il est jugé nécessaire d'enrichir les vins, leur titre alcoométrique ne peut dépasser 13,5 % volume.
Pour tous les lots de vins commercialisés, la fermentation alcoolique doit être achevée (moins de deux grammes par litre de sucre fermentescible) et la fermentation malolactique effectuée (moins de 0,30 gramme par litre d'acide malique). L'acidité volatile du vin doit rester dans la limite de 13,26 milliéquivalents (correspond à 0,79 exprimé en gramme par litre d'acide acétique ou 0,65 g/l de H2SO4) la première année d'élevage (avant le 31 juillet). Ensuite, la limite est fixée à 16,33 meq. (correspond à 0,98 exprimé en gramme par litre d'acide acétique ou 0,80 g/l de H2SO4).

### Gastronomie
Le terroir assez hétérogène donne des vins différents selon les domaines. Cependant, une typicité se dégage. Le Guide Hachette évoque une acidité, une structure tannique et une couleur supérieure aux autres vins du Médoc. Son vieillissement lui confère du fruité, de la rondeur et de la finesse. C'est incontestablement un vin de garde, voire de longue garde.
C'est un vin qui se marie très bien avec les viandes rouges. Dans son livre L'École des alliances, les mets et les vins, Pierre Casamayor dit « les viandes rouges ont une qualité essentielle, leurs protéines amabilisent les tanins les plus virils ». Grâce à la puissance de sa structure, le saint-estèphe peut se mesurer aux viandes rouges comme la côte de bœuf et l'« agneau de Pauillac à la cuisson de sept heures » ou après vieillissement, avec le gibier à poil mariné ou une sauce aux truffes.

### Hiérarchie des prix
Le prix de vente des vignes ayant droit à l'appellation saint-estèphe est officiellement en 2023 de 500 000 euros l'hectare en moyenne (variant entre 300 000 et 1 200 000 €), bien plus que pour l'appellation régionale médoc dont les vignes sont à une moyenne de 25 000 € (de 15 000 à 50 000 €), ou de celles du haut-médoc qui sont à 50 000 € (de 30 000 à 140 000 €). Pour les appellations communales voisines, les prix s'envolent : 1,5 million pour du margaux (de 1 à 2,5), 1,8 pour du saint-julien (de 1,2 à 2) et 3 millions d'€/ha pour du pauillac (2,2 jusqu'à 4,5, des prix qu'on ne retrouve que pour du pomerol ou quelques grands crus bourguignons). On est loin du prix pour un hectare de l'appellation générique bordeaux rouge à 9 000 €/ha (de 4 000 à 17 000) ou de la terre agricole en Gironde qui est à une moyenne de 7 590 €/ha.
Pour une comparaison entre les appellations, on peut aussi prendre les prix pratiqués en vrac (en € pour une tonneau de 900 litres) officiellement pour le calcul des fermages en 2023, qui fournissent une hiérarchie :
- 833,5 € (92,5 €/hl) pour du bordeaux rouge ;
- 1 329,5 € (147.5 €/hl) pour du médoc ;
- 1 588,5 € (176.5 €/hl) pour du haut-médoc ;
- 1 812,5 € (201.5 €/hl) pour du listrac ou du moulis ;
- 5 278,5 € (586.5 €/hl) pour du saint-estèphe ;
- 8 933 € (992.5 €/hl) pour du margaux ;
- 7 648 € (850 €/hl) pour du saint-julien ;
- 9 304 € (1 034 €/hl) pour du pauillac.

Les prix dans le commerce sont évidemment bien plus élevés, variant considérablement en fonction du nom du producteur.

### Classement

#### Grands crus
Saint-Estèphe compte cinq grands crus classés en 1855 dont :
- 2e grand cru classé :
  - Château Cos d'Estournel ;
  - Château Montrose ;
- 3e grand cru classé :
  - Château Calon-Ségur ;
- 4e grand cru classé :
  - Château Lafon-Rochet ;
- 5e grand cru classé :
  - Château Cos Labory.

#### Crus bourgeois
Saint-Estèphe se signale également par plusieurs crus bourgeois lors du classement 2025 (20 avaient été sélectionnés en 2011-2012), est la suivante :
- Château de Côme (cru bourgeois supérieur) ;
- Château La Commanderie ;
- Château le Crock (cru bourgeois exceptionnel) ;
- Château Coutelin Merville ;
- Château German Marbuzet ;
- Château Laffitte Carcasset (cru bourgeois exceptionnel) ;
- Château Picard ;
- Château Tour des Termes (cru bourgeois supérieur) ;
- Château Tour Saint-Fort.

#### Crus artisans
Trois producteurs sont classés comme crus artisans :
- Château Linot ;
- Château Graves de Pez ;
- Château Marceline.

#### Domaines sans classement
- Château Andron-Blanquet
- Château Beau Site
- Château Clauzet
- Château Coutelin Merville
- Château Domeyne
- Domaine Fleuron de Liot
- Château Haut-Beauséjour
- Château Haut-Coteau
- Château Haut-Marbuzet
- Château La Haye
- Château la Rose Brana
- Château Ladouys
- Château Lavillotte
- Château Le Boscq
- Château Les Ormes de Pez
- Château Lilian Ladouys
- Château l'Insouciance
- Château L'Argilus du Roi
- Château Meyney
- Château Petit Bocq
- Château de Pez
- Château Phélan Ségur
- Château Plantier Rose
- Château Pomys
- Château Ségur de Cabanac
- Château Serilhan
- Château Tour de Pez
- Château Tronquoy-Lalande
- Château Vieux Coutelin